# Vittjärnen (Stensele socken, Lappland)
Vittjärnen är en sjö i Lycksele kommun och Storumans kommun i Lappland och ingår i Umeälvens huvudavrinningsområde. Sjön har en area på 0,195 kvadratkilometer och ligger 295,3 meter över havet.

## Delavrinningsområde
Vittjärnen ingår i det delavrinningsområde (720161-159930) som SMHI kallar för Ovan VDRID = Nurmajoki i Umeälvens vattendragsyta. Medelhöjden är 286 meter över havet och ytan är 21,27 kvadratkilometer. Räknas de 778 avrinningsområdena uppströms in blir den ackumulerade arean 10 897,54 kvadratkilometer. Avrinningsområdets utflöde Umeälven mynnar i havet. Avrinningsområdet består mestadels av skog (64 procent). Avrinningsområdet har 4,63 kvadratkilometer vattenytor vilket ger det en sjöprocent på 22 procent.